# Novo Amor
Novo Amor foi uma telenovela brasileira produzida e exibida pela Rede Manchete entre 14 de julho e 20 de setembro de 1986, em 65 capítulos, substituindo Dona Beija e sendo substituída por Mania de Querer. Escrita por Manoel Carlos, sob direção de Jardel Mello e Denise Saraceni e direção geral de Herval Rossano. Maneco escreveu duas versões internacionais da novela: Brillo (1987), para o canal colombiano Canal A, e El magnate (1990), para o canal latino dos Estados Unidos Telemundo.
Conta com Renée de Vielmond, Nuno Leal Maia, Carlos Alberto, Nathália Thimberg, Ângela Leal, Esther Góes, Jonas Bloch e Diogo Vilela nos papéis principais.

## Produção
Em 1983 Manoel Carlos rescindiu o contrato com a Rede Globo após a morte de seu grande amigo Jardel Filho durante sua novela Sol de Verão e chegou a alegar ao jornal O Globo que não pretendia escrever mais novelas devido ao trauma. Após assinar com a Rede Manchete em 1984, ele escreveu a minissérie Viver a Vida e o seriado Joana – uma extensão de Malu Mulher – mas foi convencido pela direção a produzir uma novela, a qual seria a segunda da emissora, impondo a condição que fossem só 60 capítulos, os quais ganharam mais 5 no fim. Maneco queria como título Brilho, em referência à revista da história, porém foi vetado devido à ligação que poderia ter com a cocaína, que na época era popularmente conhecida como "brilho" entre os jovens. Nome de Mulher, Caminhos Cruzados e História de Amor foram alguns títulos cogitados até chegar à Novo Amor.
A intenção do autor era colocar as mulheres como pilates centrais e deixar os homens orbitando em torno da força da histórias delas, traçando um painel feminino como chefes de família e no mercado de trabalho. A mesma estrutura foi usada por Maneco 20 anos depois em Mulheres Apaixonadas. Segundo o pesquisador Ismael Fernandes, no livro Memória da Telenovela Brasileira, Novo Amor era refinada e abria mão de maniqueísmos ao não ter uma vilã ou uma mocinha sofredora, apostando em personagens errantes e realistas, iniciando o gênero de crônica do cotidiano que Maneco iria utilizar em toda sua carreira. Após a falência da Rede Manchete, os arquivos da novela se perderam e não há vídeos em plataformas como YouTube, sendo considerada uma obra perdida.

## Enredo
Fernanda é uma mulher corajosa e determinada a vencer na vida profissional, na qual atua no campo da moda – é dona de uma butique em Brasília –, mas vulnerável nos assuntos amorosos. Os problemas se acentuam quando dois homens passam a disputar seu coração: Bruno e Marco Antônio. O galante comissário Bruno é um sujeito acomodado, que deixou de lutar por melhores posições no trabalho. Ele e Fernanda se encontram em um restaurante. Bêbado, Bruno dá um tremendo vexame. O episódio, porém, serve para aproximá-los.
Fernanda dá um passo adiante na relação quando decide morar com Bruno após uma briga com o namorado de sua mãe, que tem obsessão por ela. Bruno a acolhe em sua casa para a surpresa da ex-mulher Isabel, ainda dependente afetiva e financeiramente dele. Consultora de moda da revista Brilho, Fernanda é designada por Bitty, editora da publicação, para uma matéria com a chique Lígia, mulher do senador da República Marco Antônio. As duas se entendem bem, a ponto de Lígia convidá-la para a festa promovida pelo filho Fernão.
Fernanda vai com Bruno à comemoração, realizada na mansão de Lígia e Marco Antônio em Brasília, e é debochada pelo problemático Fernão porque está usando um vestido que ganhou de Lígia durante o ensaio para a revista Brilho. O íntegro senador Marco Antônio é um político de ideias progressistas, casado há 25 anos com Lígia, emocionalmente instável e bastante afeita à vodca. Na volta para o Rio de Janeiro, o então casal divide o voo com Bruno, no exercício de sua função, e Fernanda. A atração entre ela e o senador só faz crescer.
O ciúme e a insegurança de Bruno, além das divergências quanto aos objetivos de vida, aproximam Fernanda e Marco Antônio. Aplacado pelos escândalos do filho, o senador deixa o seu cargo e a direção da empresa de Lígia, passando a dividir o lar e as pretensões profissionais com seu novo amor, Fernanda. Enquanto isso, Fernão envolve-se com Tereza, irmã mais moça de Fernanda. Ao mesmo tempo em que inveja a irmã, Tereza também a ama muito. Entretanto, quando Lígia e Marco Antônio se divorciam, Tereza coloca-se ao lado do namorado e da sogra.
A irmã de Bruno, Verônica, forma com Mário um típico casal de classe média em dificuldades financeiras. Ela se vira com a venda de roupas para bebê, doces e congelados, enquanto Mário acaba enredado nos crimes de Léo. Este é namorado de Virgínia, mãe de Fernanda e Tereza, uma viúva solitária, presa fácil para o malandro, mais jovem e pouco afeito ao trabalho. Virgínia chega a hipotecar o apartamento que divide com as filhas para salvá-lo das dívidas. No final, após descobrir que Léo assaltou o escritório de Fernão e violentou Tereza, Virgínia o mata com três tiros, após servir, calmamente, o jantar.

## Exibição
Foi reexibida dentro da sessão "Romance da Tarde" - sessão nos moldes do Vale a Pena Ver de Novo, da Rede Globo - entre 11 de maio e 31 de julho de 1987, em 70 capítulos, de segunda a sexta-feira, no horário das 14h15.

## Elenco
| Ator              | Personagem         |
| ----------------- | ------------------ |
| Renée de Vielmond | Fernanda Monteiro  |
| Nuno Leal Maia    | Bruno Gouvêia      |
| Carlos Alberto    | Marco Antônio Góes |
| Nathália Thimberg | Lígia Góes         |
| Ângela Leal       | Isabel Gouvêia     |
| Esther Góes       | Verônica Gouvêia   |
| Jonas Bloch       | Mário Gouvêia      |
| Diogo Vilela      | Fernão Góes        |
| Cristina Aché     | Teresa Monteiro    |
| Beatriz Lyra      | Virgínia Monteiro  |
| Ênio Gonçalves    | Léo                |
| Rogério Fróes     | Dr. Tito Moretti   |
| Ilka Soares       | Marisa Moretti     |
| Sônia Clara       | Betty              |
| Xuxa Lopes        | Lia                |
| Djenane Machado   | Laureta            |
| Isio Ghelman      | Fred               |
| Marcos Alvisi     | Edu                |
| Íris Nascimento   | Fatinha            |
| Tessy Callado     | Sílvia             |
| Danton Mello      | Adriano Gouvêia    |
| Bruno Serrina     | Lucas Moretti      |
| Felipe Serrina    | Guga Moretti       |
| Alberto Júnior    | Nano               |

### Participações especiais
| Ator             | Personagem |
| ---------------- | ---------- |
| João Paulo Adour | Dr. Miguel |
| Fátima Freire    | Dora       |
| Sílvia Salgado   | Marcília   |
| Clementino Kelé  | Lopez      |

## Adaptações
- Brillo: em 1987 Maneco foi convidado pela produtora latina RTI Producciones para adaptar a obra para a Colombia, indo ao ar no Canal A e protagonizada por Maribel Abello, Pepe Sánchez e Cristóbal Errázuriz.

- El magnate: em 1990 autor foi novamente convidado para adaptar a obra, desta vez para o público latino dos Estados Unidos pela Telemundo, sendo protagonizada por Andrés García, Ruddy Rodríguez e Salvador Pineda.

## Trilha sonora
- Capa: Renée de Vielmond, Nuno Leal Maia, Carlos Alberto e Nathália Thimberg.

| N.º | Título                      | Música                            | Tema de                  | Duração |  |
| 1.  | "Novo Amor"                 | Clara Nunes                       | Abertura                 | 4:13    |  |
| 2.  | "Gato Encantado"            | Cláudia Olivetti                  | Teresa e Fernão          | 3:51    |  |
| 3.  | "He Doesn’t Care, But I Do" | Barry Manilow                     |                          | 4:45    |  |
| 4.  | "Saje"                      | David Foster                      | Lígia                    | 3:41    |  |
| 5.  | "The Best of Me"            | David Foster e Olivia Newton-John | Fernanda e Bruno         | 3:39    |  |
| 6.  | "The Glory of Love"         | Peter Cetera                      |                          | 3:33    |  |
| 7.  | "Amanhã Talvez"             | Joanna                            | Fernando e Marco Antônio | 3:18    |  |
| 8.  | "Vai Levando"               | Tom Jobim e Miúcha                | Verônica e Mário         | 3:22    |  |
| 9.  | "Luas de Pequim"            | Ivan Lins                         |                          | 3:28    |  |
| 10. | "Dona Felicidade"           | Lucinha Lins e Trem da Alegria    | Adriano                  | 3:11    |  |